# 阿列河畔圣博内
阿列河畔圣博内（法語：Saint-Bonnet-lès-Allier，法語發音：[sɛ̃ bɔnɛ lɛ.z‿alje]）是法国多姆山省的一个市镇，位于该省中部，属于克莱蒙费朗区。

## 地理
阿列河畔圣博内（45°44'30"N, 3°15'14"E）面积1.51 平方千米，位于法国奥弗涅-罗讷-阿尔卑斯大区多姆山省，该省份为法国中南部省份，北起阿列省接壤，东临卢瓦尔省，南至上盧瓦爾省和康塔爾省，西接科雷兹省和克勒兹省。
与阿列河畔圣博内接壤的市镇（或旧市镇、城区）包括：绍里亚、阿列河畔佩里尼亚、阿列河畔圣乔治、阿列河畔米尔。

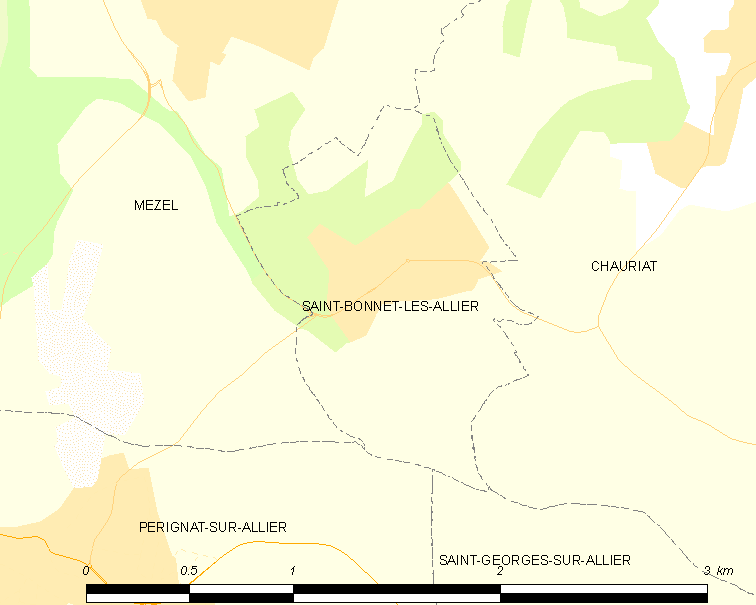
阿列河畔圣博内的OSM定位图

阿列河畔圣博内的时区为UTC+01:00、UTC+02:00（夏令时）。

## 行政
阿列河畔圣博内的邮政编码为63800，INSEE市镇编码为63325。

## 政治
阿列河畔圣博内所属的省级选区为比永县。

## 人口

1962-2008年间阿列河畔圣博内人口变化图示

阿列河畔圣博内于2022年1月1日时的人口数量为426人。